# Dzsászim Mandí
Dzsászim Mandí (arabul: جاسم مندي) (Manáma, 1944. december 16. –) bahreini nemzetközi labdarúgó-játékvezető.

## Pályafutása
A BFA Játékvezető Bizottságának (JB) minősítésével a 2nd Division, majd a  Premier League játékvezetője. Küldési gyakorlat szerint rendszeres partbírói szolgálatot is végzett. A nemzeti játékvezetéstől 1990-ben visszavonult.
A Bahreini labdarúgó-szövetség JB terjesztette fel nemzetközi játékvezetőnek, a Nemzetközi Labdarúgó-szövetség (FIFA) 1985-től tartotta nyilván bírói keretében. A FIFA JB központi nyelvei közül az angolt beszéli. Több nemzetek közötti válogatott (Labdarúgó-világbajnokság, Ázsia-kupa, Olimpiai játékok), valamint klubmérkőzést vezetett, vagy működő társának partbíróként segített. A nemzetközi játékvezetéstől 1990-ben búcsúzott.
Az 1985-ös U20-as labdarúgó-világbajnokságon a FIFA JB bemutatta a résztvevőknek.
| Időpont             | Helyszín                   | Mérkőzés típusa              | Mérkőzés            | Eredmény | Nézők száma |
| ------------------- | -------------------------- | ---------------------------- | ------------------- | -------- | ----------- |
| 1985. augusztus 27. | Hrazdan Stadion, Jereván   | csoportmérkőzés (A. csoport) | Kolumbia–Bulgária   | 1 – 1    | 15 000      |
| 1985. szeptember 7. | Luzsnyiki Stadion, Moszkva | bronzmérkőzés                | Szovjetunió–Nigéria | 0 – 0    | 12 500      |

Az 1987-es U16-os labdarúgó-világbajnokságon a FIFA JB bíróként foglalkoztatta.
| Időpont          | Helyszín                  | Mérkőzés típusa              | Mérkőzés                                   | Eredmény | Nézők száma |
| ---------------- | ------------------------- | ---------------------------- | ------------------------------------------ | -------- | ----------- |
| 1987. július 14. | Város Stadion, St. John's | csoportmérkőzés (B. csoport) | Elefántcsontpart–Amerikai Egyesült Államok | 1 – 0    | 2200        |

Az 1986-os labdarúgó-világbajnokságon és az 1990-es labdarúgó-világbajnokságon a FIFA JB bíróként alkalmazta. Selejtező mérkőzéseket az AFC zónában irányított. 1990-ben a FIFA JB kifejezetten partbírói feladatok ellátására foglalkoztatta. A kor elvárása szerint az egyes számú partbíró játékvezetői sérülésnél átvette a mérkőzés irányítását. Kettő találkozón egyes, 3 esetben 2. pozícióba kapott küldést. Partbírói mérkőzéseinek száma világbajnokságon: 5. 
| Időpont           | Helyszín                        | Mérkőzés típusa                     | Mérkőzés                            | Eredmény               | Nézők száma |         |
| ----------------- | ------------------------------- | ----------------------------------- | ----------------------------------- | ---------------------- | ----------- | ------- |
| 1985. március 27. | Nemzeti Stadion, Doha           | (1986 vb) törölték (2. csoport)     | Katar–Libanon                       |                        | 8 – 0       |         |
| 1985. április 12. | Központi Stadion, Kuvaitváros   | (1986 vb) előselejtező (3. csoport) | Kuvait–Szíria                       |                        | 0 – 0       |         |
| 1989. január 13.  | VárosiStadion, Ammán            | (1990 vb) előselejtező (1. csoport) | Jordánia–Irak                       |                        | 0 – 1       |         |
| 1989. június 4.   | Nemzeti Stadion, Tokió          | (1990 vb) előselejtező (6. csoport) | Japán–Észak-Korea                   |                        | 2 – 1       |         |
| 1989. július 29.  | Központi Stadion, Senjang       | (1990 vb) előselejtező (45 csoport) | Kína–Thaiföld                       |                        | 3 – 0       |         |
| 1990. június 10.  | Giuseppe Meazza Stadion, Milánó | csoportmérkőzés (D. csoport)        | Németország–Jugoszlávia             | Peter Mikkelsen        | 4 – 1       | 74 765  |
| 1990. június 16.  | Delle Alpi Stadion, Torino      | csoportmérkőzés (C. csoport)        | Brazília–Costa Rica                 | Nezsi Zsujni           | 1 – 0       | 88 007  |
| 1990. június 19.  | Marcel Saupin Stadion, Nantes   | csoportmérkőzés (7. csoport)        | Német labdarúgó-válogatott–Kolumbia | Alan Snoddy            | 1 – 1       | 72 510  |
| 1990. június 25.  | Luigi Ferraris Stadion, Genova  | egyik nyolcaddöntő                  | Írország–Románia                    | José Roberto Wright    | 0 – 0       | 318 180 |
| 1990. július 1.   | San Paolo Stadion, Nápoly       | egyik negyeddöntő                   | Anglia–Kamerun                      | Edgardo Codesal Méndez | 3 – 2       | 55 205  |

Az 1984-es Ázsia-kupa labdarúgó-tornán az AFC JB hivatalnokként vette igénybe.
| Időpont           | Helyszín                   | Mérkőzés típusa              | Mérkőzés                                               | Eredmény | Nézők száma |
| ----------------- | -------------------------- | ---------------------------- | ------------------------------------------------------ | -------- | ----------- |
| 1984. december 5. | Nemzeti Stadion, Szingapúr | csoportmérkőzés (B. csoport) | Szingapúr–Kína                                         | 0 – 2    | 20 752      |
| 1984. december 8. | Nemzeti Stadion, Szingapúr | csoportmérkőzés (B. csoport) | Szingapúri labdarúgó-válogatott–Egyesült Arab Emirátus | 0 – 1    | 15 000      |
| 1984. december 9. | Nemzeti Stadion, Szingapúr | csoportmérkőzés (B. csoport) | Kínai labdarúgó-válogatott–India                       | 3 – 0    | 8256        |

Az 1988. évi nyári olimpiai játékok labdarúgó tornájának végső szakaszát, ahol a FIFA JB bírói szolgálatra alkalmazta. A kor elvárása szerint az egyes számú partbíró játékvezetői sérülésnél átvette a mérkőzés vezetését. Partbíróként egy mérkőzésre egyes, kettő találkozóra 2. pozícióban kapott küldést.
| Időpont              | Helyszín                  | Mérkőzés típusa              | Mérkőzés         | Eredmény | Nézők száma |
| -------------------- | ------------------------- | ---------------------------- | ---------------- | -------- | ----------- |
| 1988. szeptember 21. | Városi Stadion, Kvangdzsu | csoportmérkőzés (B. csoport) | Zambia–Guatemala | 4 – 0    | 9000        |

A magyar labdarúgó-válogatott vendégjátéka során az AFC JB kijelölt bírója.
| Időpont          | Helyszín                      | Mérkőzés típusa              | Mérkőzés           | Eredmény | Nézők száma |
| ---------------- | ----------------------------- | ---------------------------- | ------------------ | -------- | ----------- |
| 1986. február 2. | Hamad Al-Kabeer Stadion, Doha | felkészülési (602. mérkőzés) | Katar–Magyarország | 0 – 3    | 2000        |

1994-ben a nemzetközi játékvezetés hírnevének erősítése, hazájában 10 éve a legmagasabb Ligában (osztályban) folyamatosan tevékenykedő, eredményes pályafutása elismeréseként, a FIFA JB felterjesztésére az 1965-ben alapított International Referee Special Award címmel és oklevéllel tüntette ki.